# Stefano Sottile
Stefano Sottile (Borgosesia, 26 gennaio 1998) è un altista italiano, medaglia d'oro ai Mondiali allievi di Cali 2015.
Il 10 agosto 2024, in occasione dei Giochi olimpici di Parigi, ha stabilito la seconda migliore prestazione italiana di sempre nel salto in alto con la misura di 2,34 metri.

## Biografia
Inizia a praticare l'atletica, con l'Atletica Valsesia con cui è tuttora tesserato, all'età di 7 anni (categoria Esordienti) nel 2005.
Viene allenato da Valeria Musso ed ha un fratello maggiore (classe 1994), Davide che pratica le prove multiple tesserato anche lui con l'Atletica Valsesia.
Ai campionati italiani cadetti nel 2012 pur vincendo la sua serie, alla fine termina nono nella classifica generale ed invece vince il suo primo titolo di campione italiano nell'edizione 2013 degli italiani cadetti (1,98 m come Andrea Motta, ma senza nulli rispetto ad uno dell'avversario lombardo).
Doppio bis di titoli italiani allievi indoor-outdoor nel biennio 2014-2015; nel 2014 è stato assente agli assoluti indoor di Ancona e poi non è riuscito a superare la fase di qualificazione ai campionati italiani assoluti di Rovereto (fallisce il superamento dei 2,06 m che gli avrebbe permesso l'ingresso in finale).
Sempre nel 2014 partecipa a Baku in Azerbaigian ai Trials europei per i giochi olimpici giovanili, qualificandosi col 5º posto e poi in Cina a Nanchino finisce sesto nella finale 2 di salto in alto dei Giochi olimpici giovanili, mentre termina quinto con la staffetta 4x100 m.
Durante la stagione al coperto prende anche parte in Francia a Lione all'Incontro internazionale juniores al coperto tra Italia, Francia e Germania, terminando la gara al terzo posto.
Nello stesso anno ha superato per due volte i 2,20 m, restando così ad un solo centimetro dal record italiano allievi di 2,21 m appartenente a Roberto Cerri realizzato nel 1978.
Presentandosi ai Mondiali allievi con il miglior accredito tra gli altisti iscritti, vince il titolo iridato giovanile a Cali (Colombia) davanti all'ucraino Dmytro Nikitin e lo statunitense Darius Carbin (entrambi oltre l'1,95 m di altezza, contro l'1,82 m di Stefano Sottile). È stata la seconda medaglia d'oro nella storia della rassegna iridata (la prima maschile dopo quella di Alessia Trost) per la rappresentativa dell'Italia ai Mondiali under 18.
Il 7 febbraio del 2016 ad Ancona ha vinto il titolo italiano juniores indoor ed il 27 dello stesso mese ha stabilito il suo nuovo primato personale di 2,22 m vincendo la gara dell'alto nell'Incontro internazionale juniores indoor tra Italia, Francia e Germania.
Partecipa poi ai campionati italiani assoluti indoor di Ancona, giungendo quarto con la misura di 2,16 m al secondo tentativo.
Nel 2018 conquista il titolo di campione italiano ai campionati italiani assoluti indoor di Ancona. L'anno successivo, ai campionati italiani assoluti di Bressanone conquista la medaglia d'oro con la misura di 2,33 m, nuova miglior prestazione italiana under 23, andando ad eguagliare la migliore prestazione mondiale stagionale ed entrando nella top 10 dei migliori altisti italiani di tutti i tempi, secondo solo a Gianmarco Tamberi e a pari merito con Marcello Benvenuti e Marco Fassinotti (che ottennero il medesimo risultato rispettivamente nel 1989 e nel 2015).
Il 10 agosto 2024, in occasione della finale del salto in alto maschile alle Olimpiadi di Parigi 2024, Sottile si è classificato al quarto posto e ha migliorato il suo record personale, saltando 2,34 m al primo tentativo.

## Record nazionali
Promesse (under 23)
- Salto in alto: 2,33 m ( Bressanone, 28 luglio 2019)

## Progressione

### Salto in alto
| Stagione | Misura | Luogo       | Data       | Rank. Mond. |
| -------- | ------ | ----------- | ---------- | ----------- |
| 2024     | 2,34 m | Parigi      | 10-8-2024  |             |
| 2023     | 2,28 m | Molfetta    | 30-7-2023  |             |
| 2022     | 2,20 m | Trieste     | 28-5-2022  |             |
| 2021     | 2,20 m | Rovereto    | 27-6-2021  |             |
| 2020     | 2,19 m | Padova      | 29-8-2020  |             |
| 2019     | 2,33 m | Bressanone  | 28-7-2019  |             |
| 2018     | 2,20 m | Castiglione | 13-5-2018  |             |
| 2017     | 2,14 m | Firenze     | 11-6-2017  |             |
| 2016     | 2,18 m | Bressanone  | 12-6-2016  |             |
| 2015     | 2,20 m | Cali        | 18-7-2015  |             |
| 2015     | 2,20 m | Torino      | 10-5-2015  |             |
| 2014     | 2,15 m | Biella      | 4-5-2014   |             |
| 2013     | 1,98 m | Jesolo      | 13-10-2013 |             |
| 2012     | 1,75 m | Jesolo      | 7-10-2012  |             |
| 2011     | 1,78 m | Novara      | 28-5-2011  |             |
| 2010     | 1,65 m | Gaglianico  | 8-5-2010   |             |
| 2009     | 1,47 m | Novara      | 10-5-2009  |             |
| 2008     | 1,34 m | Borgosesia  | 5-4-2008   |             |
| 2007     | 1,18 m | Gaglianico  | 28-4-2007  |             |
| 2006     | 1,05 m | Biella      | 28-10-2006 |             |

### Salto in alto indoor
| Stagione | Misura | Luogo    | Data      | Rank. Mond. |
| -------- | ------ | -------- | --------- | ----------- |
| 2022/23  | 2,27 m | Weinheim | 3-2-2023  |             |
| 2020/21  | 2,16 m | Ancona   | 21-2-2021 |             |
| 2017/18  | 2,24 m | Ancona   | 16-2-2018 |             |
| 2016/17  | 2,13 m | Ancona   | 19-2-2017 |             |
| 2015/16  | 2,22 m | Padova   | 27-2-2016 |             |
| 2014/15  | 2,14 m | Aosta    | 18-1-2015 |             |
| 2013/14  | 2,05 m | Ancona   | 16-2-2014 |             |
| 2012/13  | 1,90 m | Modena   | 10-3-2013 |             |
| 2011/12  | 1,70 m | Modena   | 18-3-2012 |             |
| 2010/11  | 1,65 m | Aosta    | 27-2-2011 |             |
| 2009/10  | 1,60 m | Aosta    | 28-2-2010 |             |

## Palmarès
| Anno | Manifestazione            | Sede      | Evento        | Risultato     | Prestazione | Note                          |
| ---- | ------------------------- | --------- | ------------- | ------------- | ----------- | ----------------------------- |
| 2014 | Giochi olimpici giovanili | Nanchino  | Salto in alto | 6º (finale 2) | 2,02 m      | [ 7 ]                         |
| 2014 | Giochi olimpici giovanili | Nanchino  | 8×100 m       | 5º            | 1'45"02     | [ 8 ]                         |
| 2015 | Mondiali allievi          | Cali      | Salto in alto | Oro           | 2,20 m      | [ 9 ]                         |
| 2016 | Mondiali U20              | Bydgoszcz | Salto in alto | 18º (q)       | 2,09 m      |                               |
| 2017 | Europei U20               | Grosseto  | Salto in alto | 20º (q)       | 2,05 m      |                               |
| 2018 | Mediterraneo U23          | Jesolo    | Salto in alto | Argento       | 2,19 m      |                               |
| 2019 | Europei U23               | Gävle     | Salto in alto | 4º            | 2,20 m      |                               |
| 2019 | Mondiali                  | Doha      | Salto in alto | 16º (q)       | 2,26 m      |                               |
| 2021 | Giochi olimpici           | Tokyo     | Salto in alto | 26º (q)       | 2,17 m      |                               |
| 2023 | Europei indoor            | Istanbul  | Salto in alto | 17º (q)       | 2,08 m      |                               |
| 2023 | Mondiali                  | Budapest  | Salto in alto | 26° (q)       | 2,22 m      |                               |
| 2024 | Europei                   | Roma      | Salto in alto | 6º            | 2,22 m      |                               |
| 2024 | Giochi olimpici           | Parigi    | Salto in alto | 4º            | 2,34 m      | Miglior prestazione personale |

## Campionati nazionali
- 3 volte campione italiano assoluto di salto in alto (2019, 2023, 2024)
- 2 volte campione italiano assoluto indoor di salto in alto (2018, 2023)
- 2 volte campione italiano promesse di salto in alto (2018, 2019)
- 1 volta campione italiano juniores di salto in alto (2016)
- 2 volte campione italiano juniores indoor di salto in alto (2016, 2017)
- 2 volte campione italiano allievi di salto in alto (2014, 2015)
- 2 volte campione italiano allievi indoor di salto in alto (2014, 2015)
- 1 volta campione italiano cadetti di salto in alto (2013)

2012
- 9º ai campionati italiani cadetti e cadette (Jesolo), salto in alto - 1,75 m[10]

2013
- Oro ai campionati italiani cadetti e cadette (Jesolo), salto in alto - 1,98 m[11]

2014
- Oro ai campionati italiani allievi indoor (Ancona), salto in alto - 2,05 m[12]
- In qualificazione ai campionati italiani assoluti (Rovereto), salto in alto - 2,03 m[13]
- Oro ai campionati italiani allievi e allieve (Rieti), salto in alto - 1,99 m[14]

2015
- Oro ai campionati italiani allievi indoor (Ancona), salto in alto - 2,10 m[15]
- Oro ai campionati italiani allievi e allieve (Milano), salto in alto - 2,10 m[16]

2016
- ai campionati italiani juniores e promesse indoor (Ancona), salto in alto - 2,21 m[17]
- ai campionati italiani juniores e promesse (Bressanone), salto in alto - 2,18 m
- 4º ai campionati italiani assoluti indoor (Ancona), salto in alto - 2,14 m[18]

2017
- Oro ai campionati italiani juniores indoor (Ancona), salto in alto - 2,12 m
- 5º ai campionati italiani assoluti indoor (Ancona), salto in alto - 2,13 m
- Argento ai campionati italiani juniores (Firenze), salto in alto - 2,14 m
- 4º ai campionati italiani assoluti (Trieste), salto in alto - 2,12 m

2018
- Argento ai campionati italiani promesse indoor (Ancona), salto in alto - 2,16 m
- Oro ai campionati italiani assoluti indoor (Ancona), salto in alto - 2,24 m
- Oro ai campionati italiani promesse (Agropoli), salto in alto - 2,16 m

2019
- Oro ai campionati italiani promesse (Rieti), salto in alto - 2,30 m
- Oro ai campionati italiani assoluti (Bressanone), salto in alto - 2,33 m =

2023
- Oro ai campionati italiani assoluti indoor (Ancona), salto in alto - 2,26 m
- Oro ai campionati italiani assoluti (Molfetta), salto in alto - 2,28 m

2024
- Bronzo ai campionati italiani assoluti indoor, salto in alto - 2,20 m
- Oro ai campionati italiani assoluti (La Spezia), salto in alto - 2,30 m

## Altre competizioni internazionali
2014
- 5º ai Trials europei per i giochi olimpici giovanili ( Baku), salto in alto - 2,08 m[7]

2024
- Bronzo all'Herculis ( Monaco), salto in alto - 2,28 m